# Сапрыкина, Татьяна Валентиновна
Татья́на Валенти́новна Сапры́кина (род. 24 июля 1970, Новосибирск) — российская писательница, работающая в жанрах фэнтази и сказки.

## Биография
Родилась в городе Новосибирск.
Окончила факультет журналистики Уральского государственного университета им. Горького, факультет журналистики Московского государственного университета (кафедра рекламы и маркетинга).
Живёт в городе Новосибирск.
С апреля 2008 года организатор литературного семинара Геннадия Прашкевича.
Исполнительный директор проекта (литературный портал) БЕЛЫЙ МАМОНТ www.belmamont.ru

## Публикации
- «Дракон Ладошка»//Журнал «Дети», №№ 45,46, 2007.
- "Лунные носки"//Журнал «Дети», № 49, 2007.
- "Два уголька"//Сборник «Сказки сибирских писателей», Новосибирск, «Сибирская проза», 2008.
- "Читалка"//Сборник «Сказки сибирских писателей», Новосибирск, «Сибирская проза», 2008.
- «Лягушка с разными глазами»//Журнал «Кукумбер», № 2, 2009, тираж 30000 экз.
- «Про мышь с длинным носом»//Журнал «Кукумбер», № 5, 2009, тираж 30000 экз.
- «Сова, у которой была бессонница»//Журнал «Кукумбер», № 7, 2009, тираж 30000 экз.
- «Свадьба»//Журнал «Кукумбер», № 10, 2009, тираж 30000 экз.
- «Земляника»//Журнал «Реальность фантастики», № 8, 2009.
- «Половина»//Журнал «Реальность фантастики», № 8, 2009.
- "Куумба"//Журнал «Реальность фантастики», № 7, 2009.
- «Каша»//Журнал «Реальность фантастики», № 7, 2009.
- "Два барсучка"//Журнал «Реальность фантастики», № 7, 2009.
- "Горло болит"//Журнал «Реальность фантастики», № 7, 2009.
- "Мышь с длинным носом"//Журнал «Реальность фантастики», № 10, 2009.
- «Десятка»//Альманах «Побережье», США.
- "Прямой эфир"//Газета «Наш Техас», № 252,2009, США.
- "Десятка"//Газета «Наш Техас», № 251, 2009, США.
- "Лев"//Журнал «Кукумбер», № 3, 2010, тираж 30000 экз.
- "Эльф"//Журнал «Кукумбер», № 7, 2010, тираж 30000 экз.
- "Горло болит"//Сборник «Сказки сибирских писателей-2», Новосибирск, «Сибирская проза», 2010.
- "СП"//Сборник «Сказки сибирских писателей2», Новосибирск, «Сибирская проза», 2010.
- "Коровы и кошки"//Сборник «Сказки сибирских писателей-2», Новосибирск, «Сибирская проза», 2010.
- "Баушка"//Сборник «Сказки сибирских писателей-2», Новосибирск, «Сибирская проза», 2010.
- "Кошкокапли"//Сборник «Сказки сибирских писателей-2», Новосибирск, «Сибирская проза», 2010.
- "Укрдыч и последняя капля"//Международная литературно-публицистическая газета "Провинциальный интеллигент", № 3, 2011,
- "Сердечное"//Международная литературно-публицистическая газета "Провинциальный интеллигент", № 3, 2011,
- "Творожок"//Литературный журнал для семейного чтения "День и ночь", №4, 2011.
- "Куумба"//Литературный журнал для семейного чтения "День и ночь", №4, 2011.
- "Баушка"//Литературный журнал для семейного чтения "День и ночь", №4, 2011.
- "Малина"//Литературный журнал для семейного чтения "День и ночь", №4, 2011.
- "Барашек"//Литературный журнал для семейного чтения "День и ночь", №4, 2011.
- "Демон понедельника"//Фантастический журнал "Шалтай-Болтай", №3, 2011.
- "СП"//Журнал "Кукумбер", №4, 2011.
- "Королева пыли"//Журнал "Стиль", №6 (105), 2013

Книги
- "Читалка"//Свиньин и сыновья, Новосибирск, 2010, тираж 1000 экз.
- "Среда обитания"(сборник) // Белый Мамонт, Новосибирск, 2012, тираж 200 экз.
- "Куумба" (сборник)//Белый Мамонт, Время, 2014, тираж 2000 экз.

## Награды
Диплом лауреата конкурса фантастических произведений Всероссийского фестиваля фантастики «Белое пятно» за рассказ «Семь камней» — лучший в номинации «Малая форма»
Диплом лауреата конкурса литературного творчества "Встречь солнцу" за серию сказок - третье место в номинации "Мы и они".
1 место в номинации "Ты и я" Международный конкурс малой прозы "Белая скрижаль"
Лидер рейтинга жюри ежегодного международного конкурса «Благословение» - за серию сказок.